# Soul Assassin
Soul Assassin is een Nederlandse film uit 2002, geregisseerd door Laurence Malkin. De film werd uitgebracht op 23 augustus 2001. 

## Verhaal
Kevin Burke, een jonge bankier, is een reizende ster in zijn kantoor in Rotterdam. Na hard werken krijgt hij eindelijk de promotie waar hij op hoopte: hij gaat werken bij een internationaal veiligheids-team. Hij wil z'n vriendin, die bang is dat zijn nieuwe baan gevaarlijk zal zijn, ten huwelijk vragen: zij wordt echter vermoord vlak voordat hij dat kan doen. Aangezien al z'n hoop op de toekomst verspeeld is, zoekt Kevin wraak.

## Rolverdeling
| Acteur                   | Personage                       |
| ------------------------ | ------------------------------- |
| Skeet Ulrich             | Kevin Burke                     |
| Kristy Swanson           | Tessa Jansen                    |
| Antonie Kamerling        | Karl Jorgensen Jr.              |
| Derek de Lint            | Karl Jorgensen                  |
| Rena Owen                | Karina                          |
| Serge-Henri Valcke       | Mr. Ficks                       |
| Nicholas Irons           | Gary Knight                     |
| Thom Hoffman             | Inspecteur Willem               |
| Katherine Lang           | Rosalind Bremmond               |
| André Arend van de Noord | Thorsten Fredriksz              |
| Georgina Verbaan         | Verslaggeefster Annemarie Stroo |